# مؤتمر القمة العالمي للابتكار في الرعاية الصحية "ويش"
يعدّ مؤتمر القمة العالمي للابتكار في الرعاية الصحية «ويش» إحدى المبادرات الدولية التي تهدف إلى «دعم وتشجيع روح الابتكار في تقديم خدمات الرعاية الصحية في مختلف أنحاء العالم».
تم إطلاق مؤتمر «ويش» في القمة العالمية لسياسات الرعاية الصحية في لندن في الأول من أغسطس.2012 ومن بعدها أصبحت قمة «ويش» تعقد كل سنتين تقريبا في مركز قطر الوطني للمؤتمرات بالدوحة.
النسخة الأولى عام 2013
النسخة الثانية عام 2015
النسخة الثالثة عام 2016
النسخة الرابعة عام 2018
النسخة القادمة عام 2020
تنظم مؤسسة قطر للتربية والعلوم وتنمية المجتمع مؤتمر «ويش» تحت الرعاية الكريمة لصاحبة السمو الشيخة موزا بنت ناصر – المؤسس المشارك ورئيس مجلس إدارة مؤسسة قطر. يشغل منصب الرئيس التنفيذي لمؤتمر «ويش» البروفيسور اللورد دارزي، رئيس مجلس إدارة معهد الابتكار في مجال الصحة العالمية التابع لجامعة إمبريال كوليدج لندن.

## خلفية
القمة العالمية لسياسات الرعاية الصحية 2012
انعقدت القمة العالمية لسياسات الرعاية الصحية في الأول من أغسطس في العام 2013 في جيلدهول في لندن، بتنظيم مشترك بين جامعة إمبريال كوليدج لندن ومؤسسة قطر.
قال اللورد دارزي إن الهدف من المؤتمر هو «بناء شبكة تعزز آليات الابتكار المتسارعة وتبني الوسائل التكنولوجية والعمليات ونماذج الأعمال». وأشار اللورد دارزي أيضاً إلى بناء قاعدة للأدلة للابتكار في الرعاية الصحية وأفضل ممارساتها.
شهدت هذه الفعالية حضور أكثر من 500 مشارك من بينهم وزراء صحة وصانعو السياسات وممثلو القطاع الصناعي ورواد الأعمال والباحثون والمنظمات غير الحكومية. وقد ناقشت الحضور التقارير التي أصدرتها مجموعات عمل من الخبراء أو «المنتديات» حول ست قضايا صحية عالمية: وهي الرعاية الأساسية، والابتكار الرقمي، والمجتمعات الشائخة، والصحة الإنجابية، والأمراض غير السارية، ونماذج الولادة المبتكرة.
وصف رئيس الوزراء البريطاني ديفيد كاميرون في كلمته توقيت انعقاد المؤتمر بأنه «مهم». وقد أعلنت صاحبة السمو الشيخة موزا بنت ناصر عن أن المؤتمر سوف ينعقد سنوياً تحت مسمى «مؤتمر القمة العالمي للابتكار في الرعاية الصحية».
'مؤتمر القمة العالمي للابتكار في الرعاية الصحية 2013'
من المقرر أن ينعقد مؤتمر القمة العالمي للابتكار في الرعاية الصحية 2013 في مركز قطر الوطني للمؤتمرات بالدوحة في الفترة من 10-11 ديسمبر 2013. وسوف يستضيف المؤتمر أكثر من 500 شخصية، ومن بين المتحدثين المؤكد حضورهم: داو أونج سان سو كيي، وبوريس جونسون، وجون دينين، وسارة براون.
على غرار قمة العام الماضي، سوف تتناول قمة هذا العام، نتائج «المنتديات» الثمانية. وقد تم اختيار عدة قضايا لمناقشتها في قمة عام 2013 وهي السمنة، والصحة النفسية، والرعاية المتكاملة والمسؤولة، ورعاية المرضى في حالة الاحتضار، وحوادث السير، وتمكين المرضى، ومقاومة مضادات الميكروبات والبيانات الضخمة والرعاية الصحية. ومن المتوقع من الدول المشاركة في القمة تنفيذ أية تدابير يتم الاتفاق عليها في التقاير الصادرة عن القمة.
سوف تشهد القمة إطلاق «دراسة الانتشار العالمي في مجال الرعاية الصحية» التي تهدف إلى تقييم ومقارنة إسهام نظم الرعاية الصحية في مختلف الدول في التغيير العالمي. وتضم هذه الدول قطر وإنجلترا والولايات المتحدة والبرازيل والهند وأستراليا وإسبانيا وجنوب أفريقيا.

## وصلات خارجية
القمة العالمية للابتكار في الرعاية الصحية https://www.wish.org.qa
مؤسسة قطر http://www.qf.org.qa/
معهد الابتكار في مجال الصحة العالمية http://www3.imperial.ac.uk/globalhealth
تقارير القمة العالمية لسياسات الرعاية الصحية
http://www3.imperial.ac.uk/global-health-innovation/globalhealthpolicysummit/thesummit/summitreports